# Кожан-Городок
Кожа́н-Городо́к (бел. Кажан-Гарадок) — агрогородок в Лунинецком районе Брестской области Беларуси. Административный центр Городокского сельсовета. Расположен на реке Цна в 4 км от её впадения в Припять.

## История
Впервые Кожан-Городок упоминается в 1493 году, но при раскопках обнаружены следы человеческой деятельности в период раннего железного века, (V век до н. э.) 
До 1793 года это было местечко Речи Посполитой, по её разделу отошло Российской империи. 
В 1840-1850-х годах жители местечка боролись за освобождение от крепостной зависимости и признание права собственности на свои земельные наделы. Возглавляли эту борьбу Петр Решецкий и Степан Грицкевич. 
В 1919—1939 гг Кожан-Городок находится в составе Второй Речи Посполитой, после — на территории Беларуси (до 1991 года — в БССР, после — в независимой республике). Во время Великой Отечественной войны 3 сентября 1942 года было расстреляно 937 узников местного гетто.

## Геральдика
Герб учреждён Указом Президента Республики Беларусь от 2 декабря 2008 года № 659 и зарегистрирован в Государственном геральдическом регистре 23 января 2009 года № Б-149.
Варяжский щит скошен слева. В левой голубой части, изображён серебряный лилиеобразный цветок, в зелёной правой части, — высокий золотой сапог на каблуке.
Административная принадлежность деревни Кожан-Городок Брестской области и Лунинецкому району обозначена голубым цветом и символом лобелии Дортманна.
Возраст деревни Кожан-Городок исчисляется тысячелетиями, хотя письменные сведения датируются только 1493 годом. Археологами обнаружены три древних городища. Далеко за пределами района были известны обувщики, которые выделывали кожу (не исключено, что отсюда — название деревни) и изготавливали из неё башмаки. Мастерство древних ремесленников символизирует шляхетский сапог, который скопирован с древних полотен XVI века.

## Население
Население — 1608 человек (2018). По данным же 1909 года, Кожан-Городок был сравнительно крупным местечком, в котором проживало 8654 жителя, в том числе 2880 евреев. Основную массу населения (99 %) составляют белорусы, незначительная часть (1 %) представлена другими национальностями — русские, украинцы, молдаване, армяне.
| 1883 | 1897 | 1941 | 1971 | 1995 | 1996 | 1997 | 1999 | 2004 | 2010 | 2012 | 2016 | 2018 | 2019 | 2020 | 2021 |
| ---- | ---- | ---- | ---- | ---- | ---- | ---- | ---- | ---- | ---- | ---- | ---- | ---- | ---- | ---- | ---- |
| 1400 | 3294 | 3540 | 2416 | 1996 | 2021 | 1968 | 1887 | 1988 | 1902 | 1789 | 1706 | 1608 | 1586 | 1581 | 1547 |

## Экономика
В настоящее время основой экономики служит сельское хозяйство, работают коммунальное сельскохозяйственное унитарное предприятие «Городокский» (227 чел., 2017) и открытое акционерное общество «Дворецкий»

## Инфраструктура
В Кожан-Городке работает участковая больница, аптека, 3 магазина, закусочная «Крыница», отделение «Белпочта», отделение «Беларусбанк», Участок бытового обслуживания, сельский Дом культуры, сельисполком и общественный пункт охраны порядка.
В агрогородке работает одна общеобразовательная средняя школа (229 учащихся) в которой созданы профильные классы и группы с повышенным уровнем изучения отдельных предметов. Иностранный язык изучается с начальной школы. Для детей дошкольного возраста работает учреждение ясли-сад «Сказка» (около 60 детей). Также каждый учебный год ГУО «Детская музыкальная школа искусств» выпускает 10-15 учеников. К тому же в целях образования и просвещения населения работает сельская библиотека, книжный фонд которой составляет почти 15 тысяч книг.

## Культура
- Дом культуры
- Музей ГУО "Кожан-Городокская средняя школа"

## Достопримечательности
- Дуб-великанГородище-1 периода раннего железного века Свято-Николаевская церковь[10] — Памятник архитектуры XIX века, Историко-культурная ценность республиканского значения, охраняется государством.[11] Построена как униатская в 1818 году, с деревянными резными иконами, колоннами и статуями. Получила название Пизанская церковь — ни один из шести куполов не смотрит вертикально в небо.  Историко-культурная ценность Республики Беларусь, шифр 112Г000458
- Вековые дубы Кожан-Городокские[12] — ботанический памятник природы республиканского значения.[13] Дуб Мицкевича — известно, что ему более 500 лет.
- Видуш-гора — (165 м) сакральная гора возле деревни, с южной стороны, недалеко от впадения реки Цны в Припять. Существуют различные предания: что будто тут жил и похоронен изгнанник, римский поэт Овидий, который погиб где-то на Полесье.[14]
- Часовня Святого Симеона Столпника — построена во второй половине XVIII века как кладбищенская церковь. Не действует.
- Памятники археологии — Городище-1, Городище-2, Городище-3, — Историко-культурное наследие. Укреплённые поселения обнесённые земляными валами. Датируются периодом раннего железного века, V век до н. э. — VIII век н. э.[11]
  - Городище-1 периода раннего железного века (V в. до н.э. – VIII в. н.э.)[15]  Историко-культурная ценность Республики Беларусь, шифр 113В000459
  - Городище-2 периода раннего железного века (VI в. до н.э. – V в. н.э.)[16]  Историко-культурная ценность Республики Беларусь, шифр 113В000460
  - Селище периода раннего железного века (V в. до н.э – VIII в. н.э.)[17]  Историко-культурная ценность Республики Беларусь, шифр 113В000462
- Братская могила партизан — Янкевичам Антону Федоровичу (1900-1941) и Петру Антоновичу (1921-1944) погибшим в годы ВОВ в борьбе с немецкими оккупантами. Памятник установлен в 1967 году.
- Братская могила активистов подпольщиков — Андруша С.Е., Коротыша А.С. и неизвестного офицера советской армии расстрелянных немецко-фашистскими захватчиками в сентябре 1941 года.
- Братская могила массово расстрелянных жителей еврейской национальности — на окраине деревни возле еврейского кладбища 3 сентября 1942 года фашисты расстреляли узников еврейского гетто. В 1971 году установлена стела с надписью: «Здесь в 1942 году зверски расстреляно немецкими фашистами 937 советских граждан» В 1993 году памятник реконструировали.
- Памятник землякам — скульптура воина, установлена в 1967 году в центре деревни, у Дома культуры. Для увековечения памяти советских воинов и партизан (161 человек), живших на территории сельсовета и погибших в годы Великой Отечественной войны в борьбе с немецко-фашистскими захватчиками.[18]
- Мемориальная доска Янкевичу Петру Антоновичу — установлена на здании исполкома сельсовета в 1967 году. Для увековечения памяти уроженца деревни, партизана П. А. Янкевича, погибшего 18.03.1944 года во время разгрома немецко-фашистского гарнизона в д. Синкевичи Лунинецкого района.[18]

### Утраченное наследие
- Оборонительный замок — каменное строение, возможно, его разрушение произошло в 1655 г., когда местечко было занято московским войском царя Алексея, а возможно, как передавалась до сих пор из поколения в поколение, во время нападения крымских татар на Беларусь.[19] На месте замка впоследствии был возведен деревянный дворец.
- Усадьба Немировича-Щита (первая половина XVIII века) — деревянный дворец с парком и придворным театром. Дворец сгорел в середине XIX века. Въездные ворота в усадьбу сохранились до 1939 года.
- Синагога — построенная в 1880-е годы,[5] По своему убранству и наполнению синагога была одной из самых богатых в волости. Сожжена немецко-фашистскими захватчиками в 1942 году.
- Кожан-Городокская вековая липа — ботанический памятник природы республиканского значения. Липа сердцевидная. Возраст около 300 лет, высота 40 м, диаметр 2,8 м (1983). Охранный статус придан в 1963 году.[20]
- Придорожная часовня — построена в XIX веке как католическая, вблизи дороги к усадьбе помещика Щитта. На улице Замковая, позже Панская, ныне Советская. В 2016 году реконструирована.
- Водяная мельница — Располагалась в четверти мили от моста вниз по реке. Работала без лязга, смазки, почти не ощущалась вибрация. Установленное оборудование было привезено из Варшавы, которое в свое время выписал помещик Щит. Здание мельницы было снесено в 1970-х годах, а в 1980-х была вытянута из реки водяная машина.
- Ветряные мельницы — в округе Кожан-Городка на картах 1910 года изображено 7 ветряных мельниц.

## Туризм
- Для туристов и гостей деревни имеются агроусадьбы: на базе деревенского дома и на водохранилище.
- Через Кожан-Городок проходят автобусные, велосипедные и другие туристические маршруты: «По историческим местам Лунинецкого края», «По следам евреев на Полесье», «Долиной реки Цны», «По святым местам Лунинецкого края» и др.[21]
- В Агрогородке есть племенная конеферма, генофондное хозяйство по разведению полесской популяции упряжных лошадей. Там же есть лошади белорусской упряжной породы, лошадки породы Шетлендский пони и ослы.

## Интересные факты
В 2014 году в Кожан-Городке был замечен большой прирост аистов, более 50 семей. Однако в 2020 году насчитывалось не менее 29 семей этих птиц.

## Видео
- Юрый Жыгамонт. Кажан-Гарадок, Падарожжы дылетанта. YouTube (13 января 2018).
- Телерадиокомпания "Брест". Кажан-Гарадок - Агроград (ТВ). YouTube (9 января 2020).

## Галерея
- Свято-Николаевская церковь в наши дни
- Синагога, 1929 г.
- Синагога, 1929 г.
- Интерьер синагоги, 1929 г.
- Врата, усадьба помещика Щитта
- Врата, усадьба помещика Щитта
- Свято-Николаевская церковь 1818 года, фото 2017
- Ботанический памятник природы «Вековые дубы»